# Щит-Немирович, Ян (ум. 1519/1520)
Ян Немирович-Щит (Ян Якубович Немирович, Ян Щитович, Ян Щит) (умер в 1519/1520) — государственный деятель Великого княжества Литовского, мечник великий литовский (1509—1510), маршалок господарский (1510—1519/1520), наместник василишский (1507—1514, 1515—1516), могилевский (1516—1519/1520) и мозырский (1516).

## Биография
Представитель литовского шляхетского рода Щитов-Немировичей герба «Ястржембец». Сын Якуба Яновича Щита-Немировича и Опрании Вештортович. Внук Яна Немировича и правнук литовского боярина Яна Немиры из Вселюба. Брат — маршалок господарский Николай Щит-Немирович (ум. до 1535).
Ян начал свою карьеру на службе при дворе великого князя литовского Сигизмунда Ягеллончика, в начале его правления. В 1506 году в звании дворянина господарского он свидетельствовал в документе великого князя, подтверждающего права и привилегии Вильно, столицы ВКЛ. Он участвовал в процессии Сигизмунда Ягеллончика, отправившегося на коронацию в Краков (1506—1507). Вскоре он был назначен наместником василишским (занимал должность до 1516 года, с перерывом с 1514 по 1515, когда наместником был Ян Стечко Долубовский. Он находился в непосредственной близости от короля Сигизмунда I. Во время мятежа князей Глинских Ян Щит сохранил верность династии Ягеллонов. В начале 1509 года он получил должность мечника великого литовского. 16 сентября 1510 года он стал маршалком господарским, эту должность он занимал до своей смерти.
В 1511 году по приказу великого князя и короля Сигизмунда I Ян Немирович-Щит вместе с несколькими другими литовскими вельможами ездил в Киев, чтобы встретить сыновей крымского хана Менгли-Герая.
В 1516 году Ян Щит-Немирович стал наместником могилёвским. После потери Смоленска в 1514 году Могилёв стал центром экономической жизни на границе Великого княжества Литовского, он имел стратегическое значение для обеспечения обороны государства от Москвы. В качестве наместником Ян Немирович-Щит сосредоточил свои силы на укреплении крепости. Летом 1517 года Сигизмунд I отправил Яна Щита вместе с маршалком и писарем господарским Богушем Боговитиновичем во главе посольства в Москву для переговоров о завершении русско-литовской войны, начавшейся в 1512 году. Во время пребывания литовской делегации в Москве (октябрь 1517 года) произошла неблагоприятная военная обстановка для литовской армии, потерпевшей поражение под Опочкой в Псковской земле. Литовские послы были неохотно приняты в Москве. Они потребовали, среди прочего, возвращения Смоленска и напоминали о нарушении Москвой договора о вечном мире 1494 года. В ответ московские бояре обвиняли в религиозном преследовании великой княгини Елены Ивановны, дочери великого князя московского Ивана III и вдовы великого князя литовского Александр Ягеллончик|Александра Ягеллона. Несмотря на посредничество германского дипломата Сигизмунда Герберштейна, обе стороны не смогли прийти к взаимному соглашению. 18 ноября 1517 года литовские послы выехали из Москвы.
Последние годы жизни Ян Немирович-Щит провел в Могилёве.
Ян Немирович-Щит владел рядом поместий, в том числе ему принадлежали села Дзенцёлово, Пригородок и Добромысль.

## Семья
Ян Немирович-Щит был дважды женат. Имя его первой жены неизвестно. Супруги имели, по крайней мере, двух детей:
- Ядвига, жена дворянина господарского Ежи (Иржика) Олехновича (племянника кухмистра великого литовского Петра Олехновича), родоначальника рода Иржиковичей
- Анна, жена маршалка господарского Адама Косинского (ум. 1573)

Вторично он женился на Софии Петкович, дочери маршалка господарского и наместника брестского Станислава Михайловича Петковича. Брак был бездетным. После смерти своего мужа Яна Щита-Немировича Софья вторично вышла замуж за канцлера великого литовского Яна Юрьевича Глебовича (1480—1549).